# タラゴナ県
タラゴナ県（カタルーニャ語: Província de Tarragona）は、スペインのカタルーニャ州の県。県都はタラゴナ。

## 地理
カタルーニャ州のリェイダ県とバルセロナ県、アラゴン州のサラゴサ県とテルエル県、バレンシア州のカステリョン県と接している。東側は地中海に面している。

### 人口
| タラゴナ県の人口推移 1900－2010                         |
|                                                         |
| 出典:INE（スペイン国立統計局）1900年 - 1991年、1996年 - |

## 歴史
1833年スペイン地方行政区分再編ではスペイン全土に49の県が設置された。この際にタラゴナ県も設置され、県都はタラゴナに定められた。
1939年から1975年のフランコ独裁体制化を経て、スペインの民主化移行期の1970年代末から1980年代初頭にはスペイン全土に17の自治州が設置された。1979年9月18日にはタラゴナ県など4県からなるカタルーニャ州が発足した。カタルーニャ語とスペイン語がカタルーニャ州の公用語に定められた。

## 行政区画

### 主な自治体
タラゴナ県には183のムニシピオ（基礎自治体）がある。県都タラゴナ以外の自治体としては、レウスやトゥルトーザなどがある。
| 順位 | 基礎自治体       | 人口 （2011年） | 郡               |
| ---- | ---------------- | --------------- | ---------------- |
| 1    | タラゴナ         | 134,085         | タラグネス       |
| 2    | レウス           | 106,709         | バッシ・カム     |
| 3    | アル・バンドレイ | 36,453          | バッシ・パナデス |
| 4    | トゥルトーザ     | 34,432          | バッシ・エブラ   |
| 5    | カンブリルス     | 33,008          | バッシ・カム     |
| 6    | サロウ           | 26,193          | タラグネス       |
| 7    | バイス           | 25,016          | アルト・カム     |
| 8    | カラフェイ       | 24,984          | バッシ・パナデス |
| 9    | ビラ＝セカ       | 21,839          | タラグネス       |
| 10   | アンポスタ       | 21,445          | ムンシアー       |

### コマルカ
タラゴナ県は10のコマルカ（郡）に分けられる。
| 郡                     | 中心自治体       | 自治体数 | 人口 （人） | 面積 （km2） | 人口密度 （人/km2） |
| ---------------------- | ---------------- | -------- | ----------- | ------------ | ------------------- |
| アルト・カム           | バイス           | 23       | 45,189      | 538.0        | 84.0                |
| バッシ・カム           | レウス           | 28       | 191,947     | 697.2        | 275.3               |
| バッシ・エブラ         | トゥルトーザ     | 14       | 82,634      | 1,002.7      | 82.4                |
| バッシ・パナデス       | アル・バンドレイ | 14       | 101,115     | 296.4        | 341.1               |
| コンカ・ダ・バルバラー | ムンブラン       | 22       | 21,290      | 650.2        | 32.7                |
| ムンシアー             | アンポスタ       | 12       | 72,261      | 735.4        | 98.3                |
| プリウラート           | ファルセート     | 23       | 10,087      | 498.6        | 20.2                |
| リベーラ・デブラ       | モーラ・デブラ   | 14       | 23,889      | 827.3        | 28.9                |
| タラグネス             | タラゴナ         | 23       | 250,142     | 319.4        | 783.2               |
| テーラ・アルタ         | ガンデーザ       | 12       | 12,847      | 743.0        | 17.3                |
| 計                     |                  | 183      | 811,401     | 6,302.86     | 128.26              |

出典：コマルカデータはIEC（カタルーニャ統計局）、2011年1月1日時点、県データはINE（スペイン国立統計局）、人口は2011年1月1日、人口密度は2010年1月1日時点

### 司法管轄区

タラゴナ県の司法管轄区

タラゴナ県は8の司法管轄区に分けられる。太字は中心自治体。
1. アル・バンドレイ司法管轄区[7] - アイグアムルシア、アルビニャーナ、アルタフーリャ、ラルボス、バニェーラス・ダル・パナデス、ベルベイ、ラ・ビスバル・ダル・パナデス、ブナストラ、カラフェイ、クレシェイ、クニート、リュレンス・ダル・パナデス、マスリュレンス、ムンフェーリ、アル・ムンメイ、ラ・ノウ・ダ・ガイアー、ラ・ポブラ・ダ・ムントゥルネス、ラ・リエーラ・ダ・ガイアー、ローダ・ダ・バラー、サルモー、サン・ジャウマ・ダルス・ドゥメニス、サンタ・ウリーバ、トラダンバーラ、アル・バンドレイ、バスペーリャ・ダ・ガイアー
2. レウス司法管轄区[8] - ラルビオル、ラライシャー、アルフォルジャ、アルムステー、アルブリー、ラルジャンテーラ、ラス・ボルジャス・ダル・カム、ブタレイ、カンブリルス、カパフォンツ、カステルベル・ダル・カム、コルデジョウ、ドゥエザイグアス、ラ・ファブロー、マスプジョルス、ムンブリオー・ダル・カム、ムン＝ロッチ・ダル・カム、プラーダス、プラッディップ、レウス、リウダカーニャス、リウダコルス、リウドムス、ラ・セルバ・ダル・カム、バンダリョス・イ・ルスﾋﾟタレート・ダ・リンファン、ビラノーバ・ダスコルナルボウ、ビラプラーナ、ビニョルス・イ・アルス・アルクス
3. アンポスタ司法管轄区[9] - アルカナー、アンポスタ、フレジナルス、ラ・ガレーラ、グダイ、マス・ダ・バルバランス、マスダンベルジャ、サン・カルラス・ダ・ラ・ラピタ、サン・ジャウマ・ダンベージャ、サンタ・バルバラ、ラ・セニア、ウルダコーナ
4. バイス司法管轄区[10] - アルクベー、アリオー、バルバラー・ダ・ラ・コンカ、ブランカフォルト、ブラーフィム、カブラ・ダル・カム、クネーザ、ラスプルーガ・ダ・フランクリー、フィガローラ・ダル・カム、フレス、アルス・ガリデイス、リュラック、ラ・マゾー、アル・ミラー、ムンブラン、ムン＝ラル、ヌーリャス、パサナン、ラス・ピラス、ピラ、アル・プラ・ダ・サンタ・マリーア、アル・ポン・ダルマンテーラ、プンティルス、プッチパラート、カロル、ラ・リバ、ルカフォル・ダ・カラルト、ルドゥニャー、サンタ・クローマ・ダ・カラルト、サラル、サバリャー・ダル・クムタット、サナン、スリベーリャ、バルクラーラ、バルフゴーナ・ダ・リウコル、バイモイ、バイス、ビラベーリャ、ビラリョンガ・ダル・カム、ビラノーバ・ダ・プラーダス、ビラ＝ルドーナ、ビラベルド、ビンブディー
5. ガンデーザ司法管轄区[11] - アルナス、アスコー、バテーア、バニサネート、ボート、カゼーラス、クルベーラ・デブラ、ラ・ファタレーリャ、ガンデーザ、ジナスター、オルタ・ダ・サン・ジュアン、ミラベート、モーラ・デブラ、アル・ピネイ・ダ・ブライ、ラ・ポブラ・ダ・マサルーカ、プラット・ダ・コムタ、ラスケーラ、ビラルバ・ダルス・アルクス
6. タラゴナ司法管轄区[12] - アル・カッリャー、クンスタンティー、アル・ムレイ、アルス・パリャレーズス、パラフォルト、ラ・ポブラ・ダ・マフメート、ラナウ、アル・ロウレイ、サロウ、ラ・サクイータ、タラゴナ、ビラ＝セカ
7. トゥルトーザ司法管轄区[13] - ラルデア、アルドゥベー、アルファーラ・ダ・カルラス、ラメッリャ・ダ・マール、ランポーリャ、バニファレート、カマルラス、ダルテブラ、パウールス、アル・パラリョー、ルケータス、ティベンス、トゥルトーザ、シェルタ
8. ファルセート司法管轄区[14] - ベルムン・ダル・プリウラート、ラ・ビスバル・ダ・ファルセート、カバセス、カプサーナス、クルヌデーリャ・ダ・ムンサン、ファルセート、ラ・フィゲーラ、フリックス、ガルシーア、グラタリョープス、アルス・ギアメッツ、アル・リュアー、マルサー、マルガレフ、アル・マスロッチ、アル・ムラー、モーラ・ラ・ノーバ、ラ・ムレーラ・ダ・ムンサン、ラ・パルマ・デブラ、プブレーダ、プレーラ、プラデイ・ダ・ラ・テシェータ、リバ＝ロージャ・デブラ、ティビーサ、ラ・トーラ・ダ・フンタウベーリャ、ラ・トーラ・ダ・ラスパニョール、トゥロージャ・ダル・プリウラート、ウルダムリンス、ラ・ビレーリャ・アルタ、ラ・ビレーリャ・バッシャ、ビネブラ

## 名所・旧跡
- シウラナ（英語版） - 断崖に築かれた城跡がある[15]。